# Ben Abdelaziz Riad
Ben Abdelaziz Riad – tunezyjski zapaśnik walczący przeważnie w stylu klasycznym. Srebrny medalista mistrzostw Afryki w 1993, a także igrzysk panarabskich w 1992 roku.